# La Roche-sur-Foron
La Roche-sur-Foron là một xã trong tỉnh Haute-Savoie thuộc vùng Auvergne-Rhône-Alpes đông nam Pháp.